# Emmanuel de Grouchy
Pour les articles homonymes, voir Grouchy.
Emmanuel de Grouchy, marquis de Grouchy, né le 23 octobre 1766 à Paris et mort le 29 mai 1847 à Saint-Étienne (Loire), est un général français de la Révolution et de l’Empire, maréchal d'Empire, comte de l'Empire, grand aigle de la Légion d'honneur, pair de France.
Il participe à la plupart des campagnes de Napoléon Ier et son nom est attaché à la dernière bataille de l'Empereur, à Waterloo, car la troupe qu'il commandait est arrivée trop tard pour permettre de renverser le cours de la bataille. Il s'exile ensuite six années aux États-Unis. Il revient en France où les rois qui se succèdent le rétablissent progressivement dans ses droits.

## Famille
Il est le fils aîné du marquis de Grouchy (François Jacques de Grouchy, 1715-1808), et de Gilberte Fréteau (vers 1740-1793).
Par son père, il est issu d'une famille d'ancienne noblesse. Par sa mère, il est le neveu de deux nobles de robe ayant joué un rôle important sous Louis XVI : Emmanuel Fréteau de Saint-Just (1745-1794), qui est son parrain, et le président Dupaty (1746-1788).
Par les femmes, il est lié à des personnes célèbres :
- sa sœur Sophie de Grouchy qui épouse en 1786 le marquis de Condorcet (1743-1794) ;
- sa sœur Charlotte Félicité de Grouchy (1768 Condécourt-1844) qui épouse en 1796 Pierre Jean Georges Cabanis (1757-1808) ;

Le 17 mai 1785, il épouse au château de Villette Cécile Félicité Céleste Le Doulcet (1766 ou 1767-1827), qui est la sœur de Louis-Gustave Le Doulcet de Pontécoulant.

## Pendant la Monarchie
Grouchy entre à 13 ans au corps royal de l'artillerie de Strasbourg en 1780. Il est promu lieutenant en second au régiment d'artillerie de La Fère[réf. nécessaire] en 1781. Passé dans la cavalerie en 1782, Grouchy est promu au grade de capitaine dans le régiment royal étranger de Cavalerie, avant d'être nommé en 1786 à la compagnie écossaise de la Garde Royale, avec rang de sous-lieutenant (équivalent de lieutenant-colonel dans l'armée).
Franc-maçon en 1787, il est membre de la loge « L'Héroïsme » de Beauvais.

## La Révolution française
Les principes de 1789, qu'il adopte avec enthousiasme, le poussent à donner sa démission de son emploi de lieutenant aux gardes.

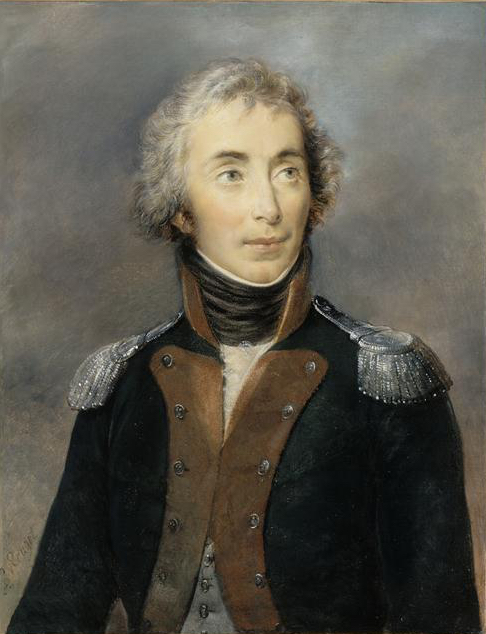
Emmanuel de Grouchy, colonel du 2e de dragons en 1792, Georges Rouget, 1835.

Il réintègre l'armée et devient colonel en 1792, du 12e régiment de chasseurs à cheval, puis du 2e régiment de dragons du 5 février au 8 juillet 1792, et très rapidement du 5e régiment de hussards (ancien régiment de Lauzun Hussards) ; la même année, il est envoyé à l'armée du Midi en qualité de maréchal de camp. Passé à l'armée des Alpes, il commande la cavalerie et prend une part glorieuse aux opérations et à la conquête de la Savoie. Sa conduite dans les diverses batailles qui suivent lui vaut le grade de général de division, qui lui est conféré par les représentants en mission. Il défend Nantes contre les Vendéens, puis est suspendu, car noble, et exclu de l'armée. Proscrit comme noble par le décret du 15 thermidor an II, Grouchy se retire dans le département de la Manche ; il reste discret et passe la Terreur sans encombre. Après la chute de Robespierre, il reprend du service.
Rappelé en l'an III, il est envoyé à l'armée des côtes de l'Océan comme chef d'état-major, opère sa jonction avec les troupes commandées par Hoche et contribue à la victoire contre les émigrés débarqués à Quiberon. À la suite de cette bataille, il obtient le commandement en chef de l'armée de l'Ouest et devient, en qualité, de chef d'état-major général, l'adjudant du général Hoche, chargé du commandement des trois armées réunies. Il part pour l'expédition d'Irlande et revient après l'échec de débarquement. En l'an VI, Grouchy passe sous les ordres de Joubert à l'armée d'Italie. Envoyé en Piémont, il contraint à l'abdication le roi Charles-Emmanuel et reçoit en récompense le commandement du Piémont. Dans tous les combats qui précédent la bataille de Novi, Grouchy fait des prodiges de valeur. Il est blessé à Valence et, à la bataille de la Trebbia, a deux chevaux tués sous lui. À Novi, il commande l'aile gauche et fait prisonniers 4 300 Autrichiens. Cerné dans les défilés de Paturna, où il reçoit quatorze blessures, il est fait prisonnier.

## Le Consulat
Échangé après une année de captivité, il voit avec désespoir le 18 brumaire et proteste par écrit contre l'établissement du Consulat. Il reprend pourtant du service et, affecté dans l'armée des Grisons à l'été 1800, il chasse les Autrichiens de l'Engadine. Chargé du commandement d'une des divisions de la seconde armée de réserve, il la commande en chef pendant une maladie de Macdonald. Il passe ensuite à l'armée du Rhin sous les ordres de Moreau ; il y combat avec sa grande valeur et prend à la bataille de Hohenlinden une part des plus glorieuses. Il continue vers Vienne, arrive à Steyer où est signé l'armistice. Son amitié avec le général Moreau vaut à Grouchy la suspicion de Bonaparte, qui ne lui donne aucun commandement jusqu'à la campagne de 1805. À la paix, il obtient une inspection générale de cavalerie, est chargé de reconduire en Toscane le fils du roi Louis Ier et de le faire reconnaître comme roi d'Étrurie.

## L'Empire

### Campagnes d'Autriche, de Prusse et de Pologne

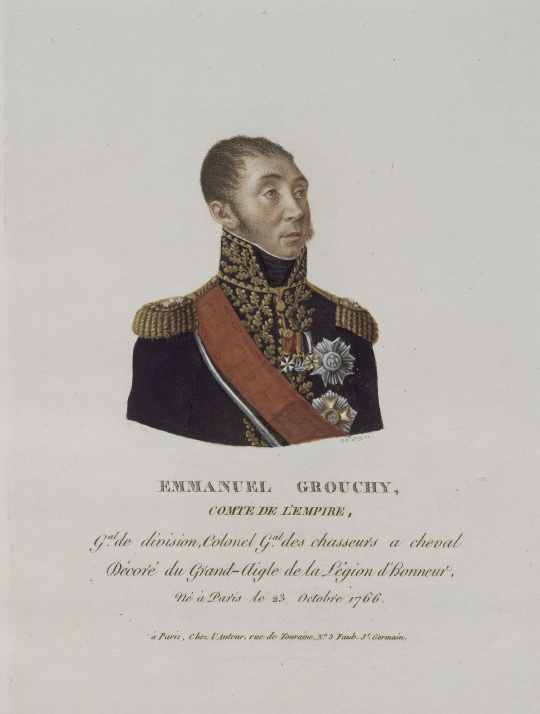
Emmanuel de Grouchy, colonel général des chasseurs à cheval de la Garde impériale.

Le 19 brumaire an XII, il est fait membre de la Légion d'honneur et grand officier le 25 prairial suivant. À cette occasion, il doit prêter serment de fidélité à l'Empereur Napoléon Ier, auquel il n'a jamais manqué. En 1805, le général Grouchy est promu au commandement d'une division de l'armée gallo-batave, à la tête de laquelle il participe aux batailles de Wertingen, de Guntzbourg et d'Ulm. Après Ulm, il tombe malade et quitte sa division pour rentrer en France. Passé en 1806 au commandement d'une division de dragons, il pourchasse les débris de l'armée prussienne après Iéna, contraint Hohenlohe à la capitulation.
Il conduit sa division le 25 octobre, dans Berlin ; le 26, il combat avec elle à Zehdenick, et deux jours après à Prentzlow. Après s'être distingué à Lubeck, au passage de la Vistule, à Thorn, il participe le 8 février 1807 à la meurtrière bataille d'Eylau. Le matin, il a mené 4 000 hommes au combat ; le soir il lui en reste 1 200 à peine. Son cheval a été tué sous lui. Grièvement blessé lui-même, il doit la vie au dévouement du jeune Georges Washington de La Fayette, son aide-de-camp. Après cette bataille, il reçoit de l'Empereur la grand'croix de l'Ordre militaire de Maximilien-Joseph de Bavière ; quatre mois plus tard, sa conduite à Friedland lui vaut une mention flatteuse dans le 19e bulletin.

### En Espagne et en Autriche
Après la paix de Tilsitt, le général Grouchy est décoré du grand aigle de la Légion d'honneur, et en 1808, l'Empereur le crée comte de l'Empire et l'envoie en Espagne. Sous les ordres de Murat, il devient gouverneur de Madrid et réprime l'insurrection de mai 1808. Le général signale sa présence dans cette capitale par d'importants services ; bientôt, il sollicite et obtient la permission de rentrer en France. À peine arrivé, il reçoit ordre de rejoindre l'armée en Italie (1809). Après des prodiges de valeur dans cette campagne, il rejoint avec le prince Eugène de Beauharnais la Grande Armée en Allemagne. Il décide de la victoire à la bataille de Raab. Le 6 juillet, il prend une part glorieuse à la bataille de Wagram, où il bat la cavalerie ennemie et enveloppe le corps de l'archiduc Charles. Deux jours après, il défait complètement l'arrière-garde ennemie sous les ordres du prince de Rosenberg. Napoléon le récompense en lui conférant le grade de commandeur de l'ordre de la Couronne de fer et le nomme colonel général des chasseurs à cheval de la Garde. Ce grade place le général Grouchy au nombre des grands officiers de l'Empire.

### À la tête de la cavalerie en Russie et en France
En 1812, le général comte Grouchy reçoit le commandement d'un des trois corps de cavalerie de la Grande Armée. Il commande le 3e corps de cavalerie lors de la campagne de Russie. Il passe le premier le Dniepr et combat à Krasnoï, à Smolensk et à la Moskowa. C'est à lui que revient le succès de cette dernière bataille, dans laquelle il reçoit un biscaïen dans la poitrine, voit son fils blessé à ses côtés et a un cheval tué sous lui. Lors de la retraite de Moscou, Grouchy combat à Maloyaroslavets sous les ordres d'Eugène de Beauharnais, reçoit l'ordre de couvrir l'armée et a l'honneur de sauver à Viazma une partie de l'artillerie française. Remplacé à l'arrière-garde par Davout, Grouchy reçoit le commandement de l'escadron sacré, unité de cavalerie composé d'officiers, qui protège l'Empereur durant la retraite. Rentré en France à la fin de 1812, il se fâche avec Napoléon en 1813, ce dernier voulant le maintenir à la tête de la cavalerie alors que Grouchy souhaite un commandement dans l'infanterie. Il renvoie alors ses ordres de service au ministre et se retire dans ses terres ; bientôt les frontières françaises sont envahies et le général Grouchy, oubliant tout ressentiment personnel, écrit à l'Empereur pour lui demander du service. C'est encore la cavalerie de la Grande Armée qu'on lui confie : Grouchy arrête l'ennemi dans les plaines de Colmar, joint l'Empereur à Saint-Dizier, après avoir défendu contre les alliés le passage des Vosges, prend une part des plus glorieuses aux combats de Brienne, de La Rothière et de Vauchamps, à Montmirail, et est blessé à Troyes qu'il reprend à l'ennemi. Blessé de nouveau très grièvement à Craonne, il doit quelque temps renoncer au service.
À l'arrivée de Louis XVIII, il se rallie et devient inspecteur général de la cavalerie. La Restauration enlève à Grouchy le grade de colonel général des chasseurs à cheval pour le donner au duc de Berry. Il reçoit la croix de commandeur de l'ordre de Saint-Louis.

## Les Cent-Jours
Dès le retour de l'Empereur, ce fidèle parmi les fidèles est l'un des premiers à le rejoindre : en mars 1815, le général Grouchy, demandé aux Tuileries, dit à Napoléon que son dévouement est acquis à la patrie. Chargé du commandement en chef des 7e, 8e, 98e et 10e divisions militaires, il part pour Lyon et trouve à Donzère le duc d'Angoulême qui réclame l'exécution de la convention de La Palud ; Grouchy en référe par écrit à Napoléon et sur son ordre exprès fait embarquer le prince à Sète, puis se rend à Marseille. Cet acte lui vaut son bâton de maréchal d'Empire et d'être nommé pair de France.
Le 17 avril, il reçoit le brevet de maréchal d'Empire. Envoyé à l'armée des Alpes comme général en chef, il organise cette armée, met les frontières de la Savoie et du Piémont en état de défense, puis revient à Paris, appelé à la Chambre des pairs par un décret impérial. Bientôt, il est chargé du commandement en chef de la cavalerie à l'armée du Nord. Il suit l'armée pendant la campagne de Belgique.
Il contribue à la victoire de la bataille de Ligny le 16 juin. Chargé par Napoléon de poursuivre les Prussiens, il exécute cet ordre au son du canon, sans le discuter, malgré les supplications de son adjoint, le futur maréchal Gérard. Il manque ainsi la bataille de Waterloo et son arrivée en retard contribue à la défaite française,. Dans ces journées du 17 et du 18 juin se déroulent les faits qu'on a beaucoup reprochés au maréchal Grouchy. Détaché le 17 avec un corps de 33 000 hommes pour aller à la poursuite des Prussiens que Napoléon croyait retirés vers la Meuse, il aurait laissé échapper le corps de Blücher, fort de 40 000 hommes, qu'il aurait dû ne pas perdre de vue, et se serait laissé berner par le petit corps prussien de Thielmann, qui lui cache la contre-marche de Blücher se dirigeant vers le canon de Wellington. L'ordre donné par Napoléon de marcher sur Wavre n'est pourtant pas absolu, étant subordonné aux manœuvres de l'ennemi.

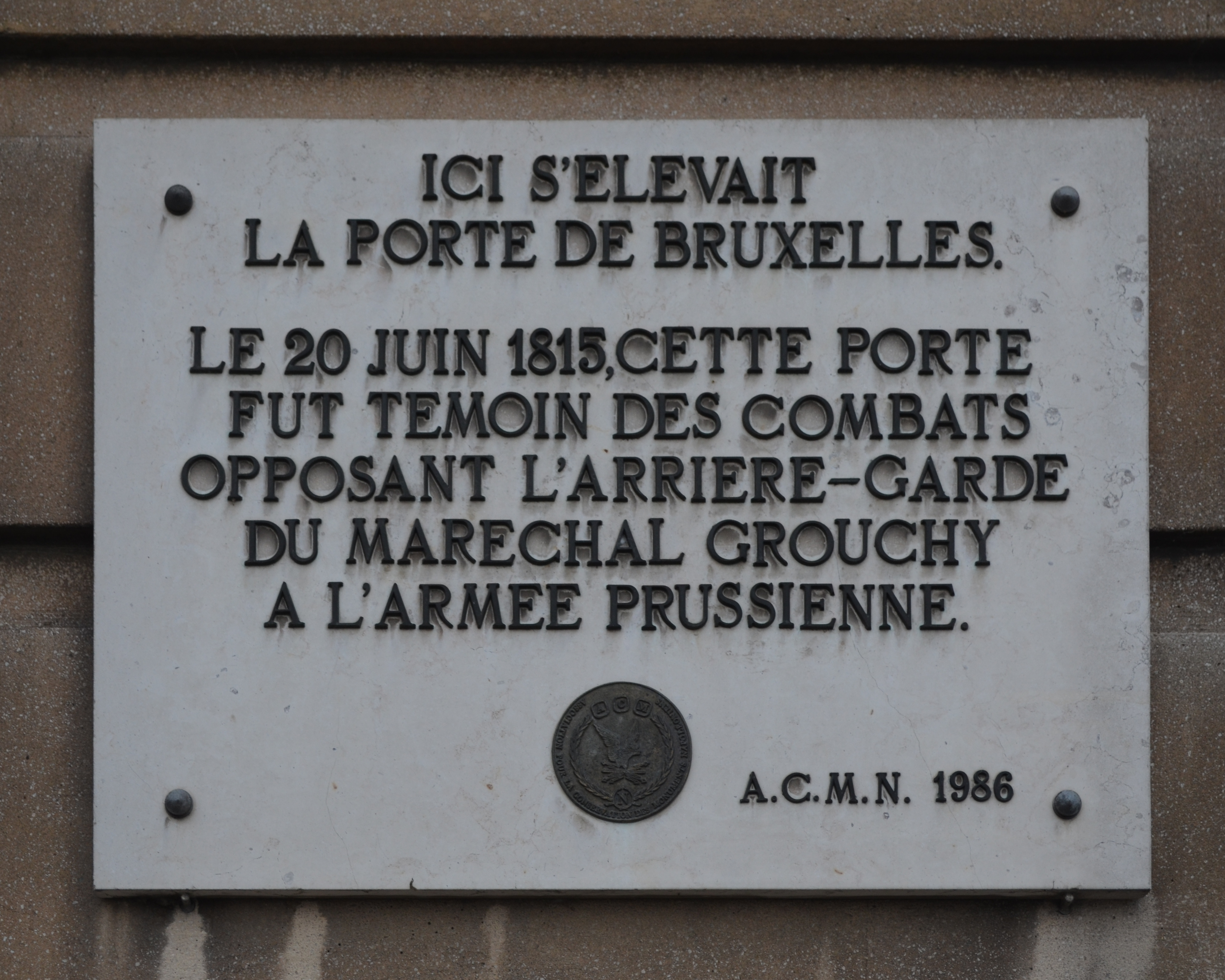
Namur à l'emplacement de l'ancienne porte de Bruxelles, mémorial des combats opposant l'arrière-garde du maréchal Grouchy à l'armée prussienne.

Las Cases rapporte, dans le Mémorial, qu'à Sainte-Hélène Napoléon aurait dit : « Le maréchal Grouchy avec 33 000 hommes et 108 pièces de canon a trouvé le secret qui paraissait introuvable de n'être, dans la journée du 18, ni sur le champ de bataille de Mont-Saint-Jean, ni sur Wavre… La conduite du maréchal Grouchy était aussi imprévisible que si, sur sa route, son armée eût éprouvé un tremblement de terre qui l'eût engloutie. » Selon la légende, à midi, le 18 juin, Grouchy aurait déjeuné à Walhain à la table du notaire Höllert et terminé son repas d'un plat de fraises malgré les appels réitérés de Gérard de marcher au canon.
L'absence des 33 000 hommes de Grouchy priva Napoléon de sa droite et changea la victoire en déroute. Le maréchal arriva à Wavre le soir, à peu près à l'heure où Blücher arrivait à Waterloo. 
À Wavre, il attaqua le corps prussien qui occupait cette ville et le battit. Attaqué à son tour le lendemain par des forces plus considérables, il repousse de telle sorte l'ennemi qu'il se dispose à marcher sur Bruxelles, lorsqu'il reçoit le message de l'Empereur. Le maréchal se replie sur Namur, exécutant sa retraite à travers toute l'armée anglo-prussienne et arrive à Reims, sans avoir subi aucune perte. C'est là qu'il apprend qu'une dernière fois l'Empereur vient d'abdiquer en faveur du roi de Rome. Il fait à ses soldats une proclamation dans laquelle il les engage à défendre, sous les ordres du nouveau chef de l'Empire, les intérêts de la patrie et de la liberté.

## L'exil en Amérique

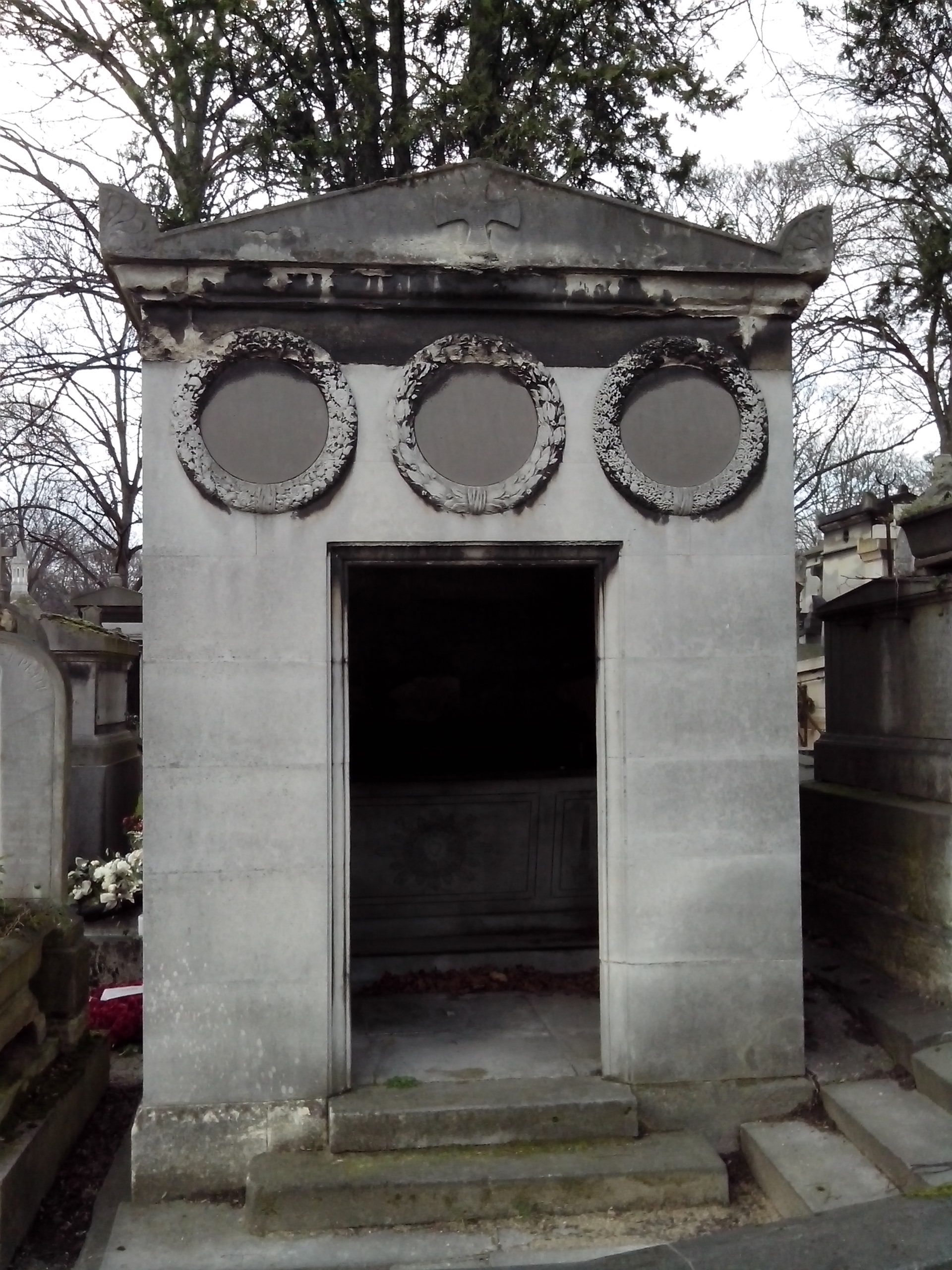
Tombe au cimetière du Père-Lachaise.

À Soissons, le maréchal reçoit le 28 juin un décret du gouvernement provisoire, en date du 25, par lequel il est appelé au commandement en chef de l'armée du Nord. À son arrivée à Paris, il remet ce commandement au maréchal Davout. Proscrit par l'ordonnance du 24 juillet 1815 de Louis XVIII qui ne lui pardonne pas l'arrestation du duc d'Angoulême, il se réfugie aux États-Unis, à Philadelphie où il demeure cinq années.

## Le retour en France
Deux fois le 2e conseil de guerre de la 1re division, chargé de juger le maréchal, s'est déclaré incompétent. Par ordonnance royale du 24 novembre 1819, Louis XVIII permet à Grouchy le retour dans la patrie, en le rétablissant dans ses titres, grades et honneurs, au 19 mars 1815. Rentré en France en 1821, le comte Grouchy, redevenu lieutenant général, est mis à la retraite. Louis-Philippe lui rend ses anciens titres et le nomme de surcroît pair de France. Une ordonnance royale du 19 novembre 1831, lui rend son titre de maréchal de France. Une autre ordonnance du 11 octobre 1832, lui restitue son siège à la Chambre des pairs.
Il meurt le 29 mai 1847 à Saint-Étienne, (Hôtel du Nord où il était descendu) de retour d'un voyage en Italie alors qu'il se rend de Valence à Vichy. Il est inhumé au cimetière du Père-Lachaise (57e division). Son nom est inscrit sur l'arc de triomphe de l'Étoile, côté Nord. La ville de Saint-Étienne fait construire en 1872 à la mémoire du maréchal une caserne de cavalerie qui porte son nom et qui accueillera deux escadrons de cuirassiers. Cette caserne fut démolie après la Seconde Guerre mondiale (la piscine municipale qui se trouve sur son emplacement s'appelle piscine Grouchy).

## Écrits
Mémoires du Maréchal de Grouchy, par le marquis de Grouchy, officier d'état-major, tome premier, 1873, Paris, Dentu, XI-476 pages, lire en ligne ; tome deuxième, 1873, 452 pages, lire en ligne ; tome troisième, 1873, 473 pages, lire en ligne ; tome quatrième, 1874, 522 pages, lire en ligne ; tome cinquième, 1874, 532 pages, lire en ligne.

## Armoiries
| Figure | Blasonnement |
|        | Armes de comte de l'Empire : D'or, fretté d'azur ; sur-le-tout d'argent, à trois trèfles de sinople ; au canton des Comtes Militaires de l'Empire brochant., |
|        | Armes du maréchal-marquis de Grouchy sous la monarchie de Juillet : D'or, fretté d'azur ; sur-le-tout d'argent, à trois trèfles de sinople.                  |

## Sources et bibliographie
- « Emmanuel de Grouchy », dans Charles Mullié, Biographie des célébrités militaires des armées de terre et de mer de 1789 à 1850, 1852 [détail de l’édition]
- Béatrice Capelle et Jean-Claude Demory, Maréchaux d'Empire, Paris, E/P/A, 2008, 287 p. (ISBN 978-2-85120-698-5), « Grouchy, le grand absent de Waterloo ».
- Christian Legros, Grouchy : de Versailles à Waterloo, Paris, Les Editions de la Bisquine, coll. « Une vie-une époque, une époque-une vie », 2015, 654 p. (ISBN 979-1-092-56606-2)
- Marc Cornet (préf. Jean Tulard.), Le maréchal Grouchy : 1766-1847 : la malédiction de Waterloo, Paris, L'Harmattan, 2015, 293 p. (ISBN 978-2-343-05922-8)
- Charles Le Brun, Dictionnaire encyclopédique illustré de l'histoire de France, Paris, Édition de Lodi, 1999,  (ISBN 2-84216-225-0)